# Schoenlandella indica
Schoenlandella indica är en stekelart som beskrevs av S. Ahmad och Shuja-uddin 2004. Schoenlandella indica ingår i släktet Schoenlandella och familjen bracksteklar. Inga underarter finns listade i Catalogue of Life.